# 国分寺台 (市原市)

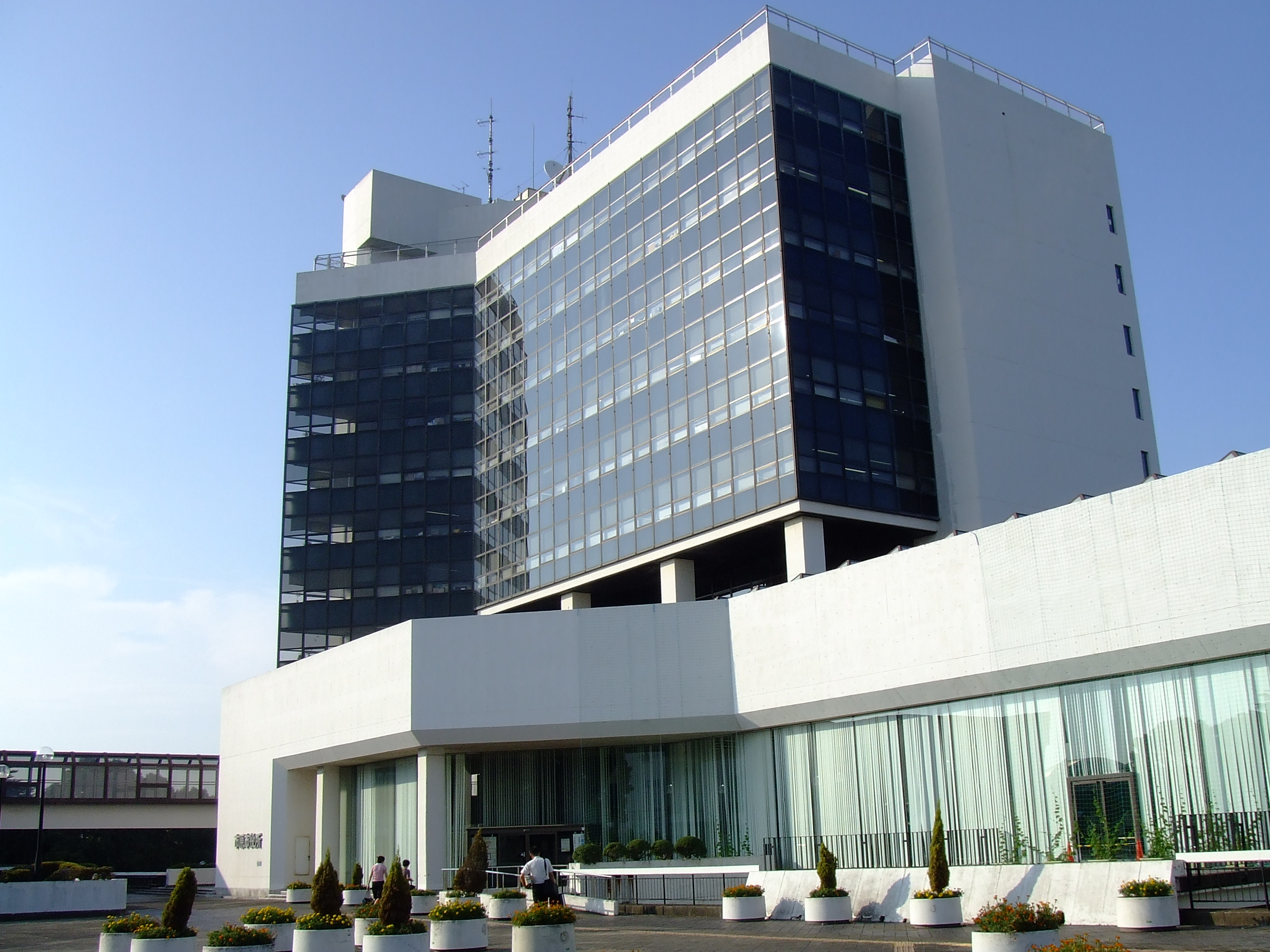
市原市役所第二庁舎

国分寺台（こくぶんじだい）とは、千葉県市原市五井地区の一部。市原市の区画整理事業によって整備された市政の中心地域である。

## 概要
市原市の五井地区のうち、南東部の土地区画整理事業によって誕生した住宅地及び市の行政の中心地域を指す。
有秋地区・辰巳台地区・ちはら台地区といった、市原市内の他の土地区画整理事業で大規模に開発されたことで元の地区から分離した地区とは異なり、市役所本庁が置かれているために市役所支所が置かれず、人口統計をはじめ、ほとんどの場合において五井地区として扱われる。
区画整理前は惣社・加茂・西広・山田橋・根田・郡本・藤井などの地区に分かれていた。周辺は集落以外ほとんどが雑木林と畑で、その比較的平坦な台地を樹枝状に入り込む小谷津では水田が耕作されていた。水田の間を流れる小川には、ハヤ、川エビやシジミなども生息していた。この地区は五井などの市街地が近くにありながら偶然にも住宅建設などの開発の手があまり入らず昔からの景観が良く残されていた土地であった。
1971年に当時では日本最大級の土地区画整理事業が開始された。そしてその事業名称に惣社地区で古代から法灯を伝え厚く信仰の対象であった「国分寺」の名が使われた。五井駅の西側にあって手狭になっていた市役所も区画整理事業を機にこの地に新築移転することになった。

## 地理

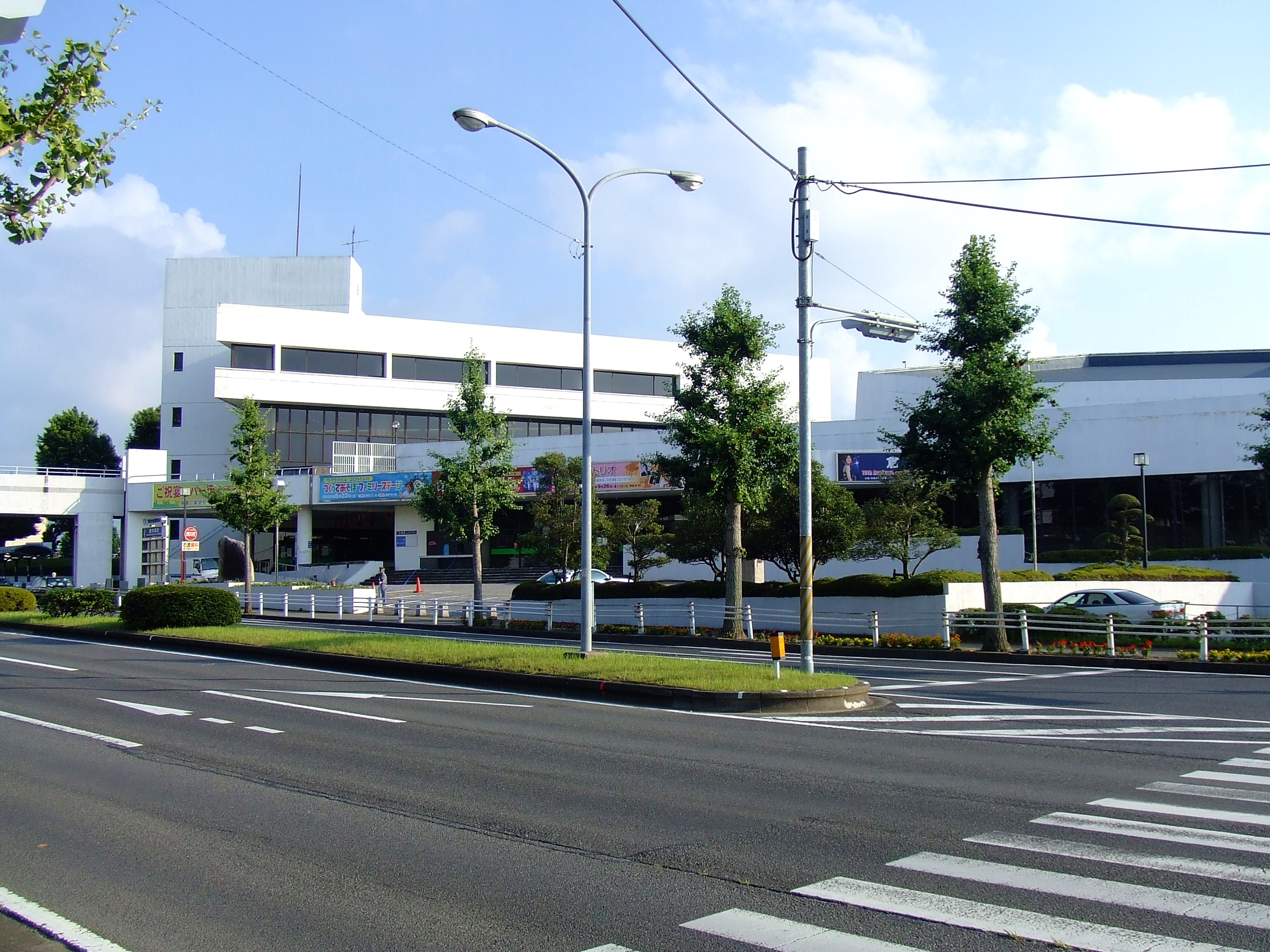
市原市民会館

### 新設町丁
- 国分寺台中央
- 東国分寺台
- 西国分寺台
- 南国分寺台
- 北国分寺台

### 従来からの町丁字
- 加茂
- 西広
- 根田
- 諏訪
- 惣社
- 郡本
- 藤井
- 山田橋

## 沿革
- 1971年 - 土地区画整理事業が始まる。
- 1972年 - 市原市役所が国分寺台中央に移転。
- 1979年 - 市原市立国府小学校より分離して市原市立国分寺台小学校開校。
- 1982年 - 市原市立国分寺台小学校より分離して市原市立国分寺台西小学校開校。
- 1983年 - 市原市立市原中学校から分離して市原市立国分寺台中学校開校。
- 1988年 - 市原市立国分寺台中学校から分離して市原市立国分寺台西中学校開校。
- 1989年 - 市原市立国分寺台小学校及び市原市立国分寺台西小学校から分離して市原市立国分寺台東小学校開校。
- 1998年5月1日 - 換地処分。町名変更により国分寺台が誕生。
- 2001年 - 土地区画整理事業終了。
- 2018年 - 市原市役所第一庁舎建設。

## 施設

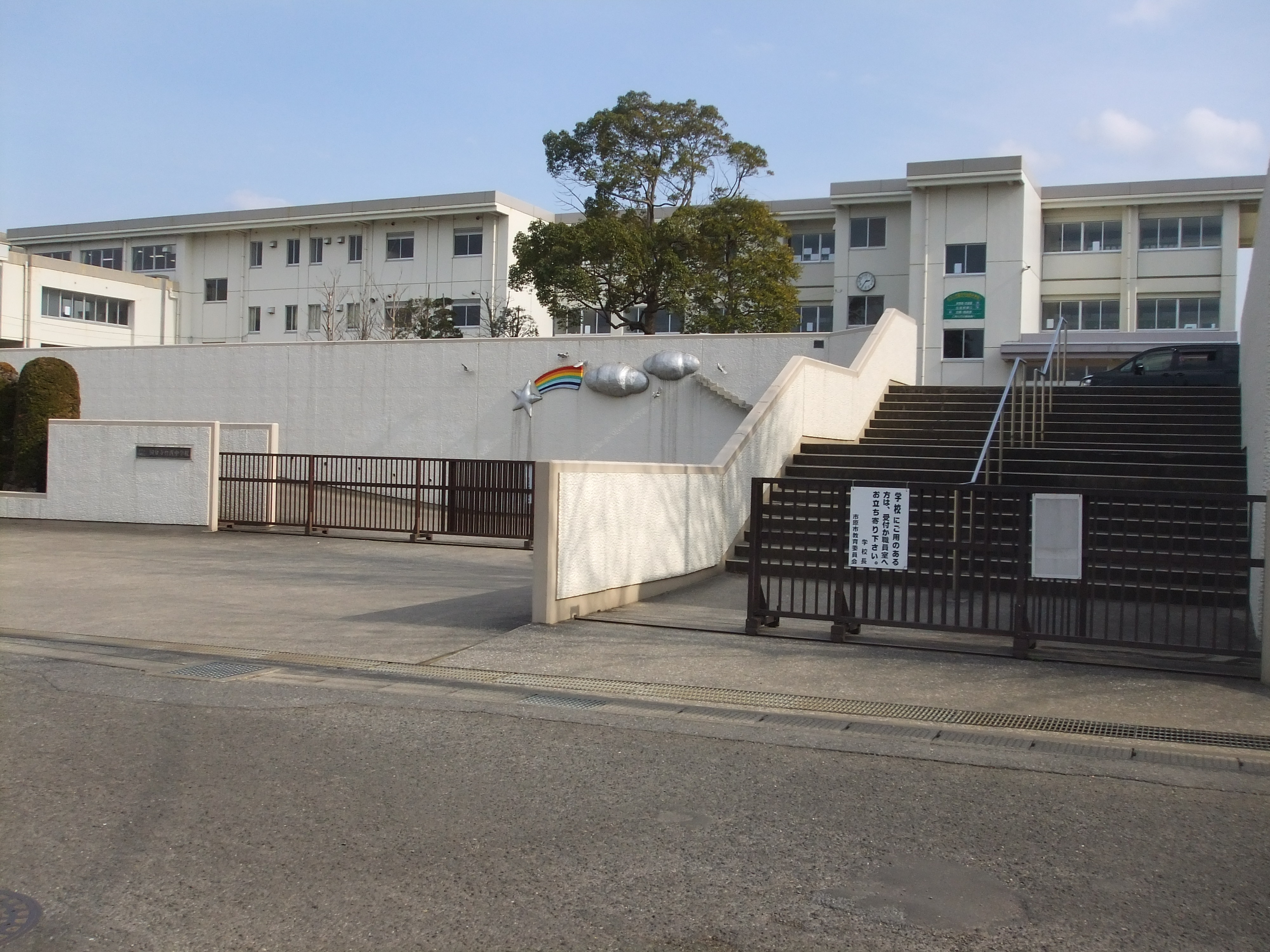
国分寺台西中

- 市原市役所
- 市原市消防局
- 市原市消防局中央消防署
- 市原市市民会館
- 市原市立国分寺台小学校
- 市原市立国分寺台西小学校
- 市原市立国分寺台東小学校
- 市原市立国分寺台中学校
- 市原市立国分寺台西中学校
- 西広取水場
- 西広板羽目堰資料保存庫